# كريستيان يليش
كريستيان يليش (مواليد 5 ديسمبر 1991) هو لاعب كرة قاعدة أمريكي يلعب في نادي ميلووكي برورز.